# Petros Mavromikhalis
Petros Mavromikhalis (en grec:Πετρόμπεης Μαυρομιχάλης) (Limeni, Península de Mani, 6 d'agost de 1765 - 17 de gener de 1848 Atenes, Grècia) també conegut com a Petrobey (Πετρόμπεης) fou un polític grec. La seva família tenia una llarga història de revoltes contra l'Imperi Otomà, que va governar la major part del que avui és Grècia.

## Biografia

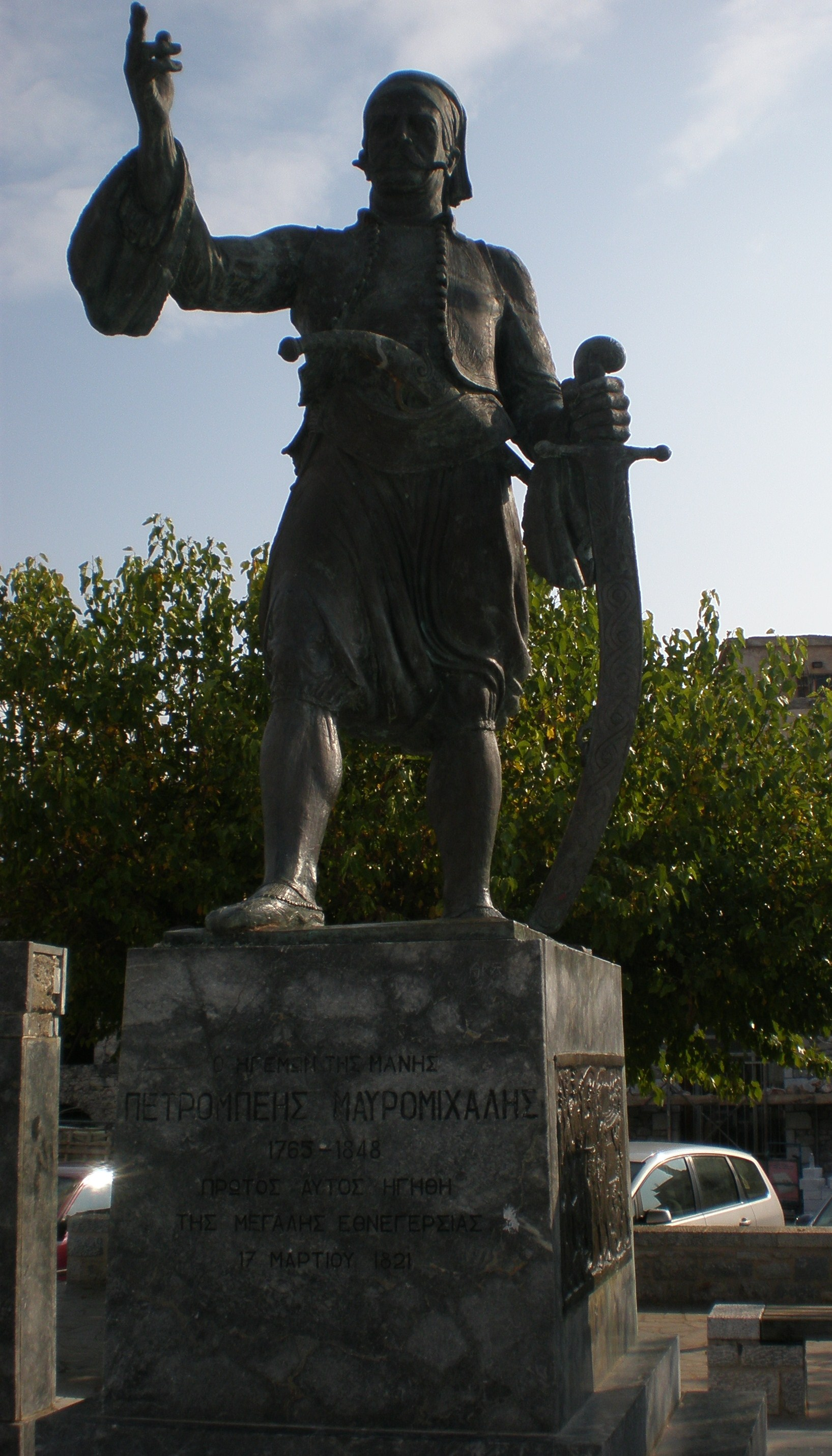
Monument de Petros Mavromikhalis a la Península de Mani.

El seu avi Georgakis Mavromikhalis i el seu pare Pierros "Mavromikhalis" Pierrakos eren entre els líders de la revolta d'Orlov. La revolta va ser seguida per un període de lluites internes entre els líders de la Península de Mani, i aviat, el jove Petros va guanyar una sòlida reputació per la seva mediació en els conflictes i aconseguir la reunió de les famílies enemigues. Durant aquest període, possiblement, va fer alguna aliança amb Napoleó Bonaparte, qui estava lluitant a Egipte; Napoleó volia atacar l'Imperi Otomà, en coordinació amb la revolta grega. El fracàs de Napoleó a Egipte va condemnar aquest pla.
Petros es va convertir en membre del primer senat grec, sota el lideratge de Ioannis Kapodístrias. Els dos homes aviat es van enfrontar a propòsit de la insistència de Kapodístrias «en l'establiment d'una administració regional centralitzada basada en els nomenaments polítics, en substitució del sistema tradicional de lleialtats familiars». El germà de Petros, Tzanis va liderar una revolta contra el governador designat de Lacònia, Kapodístrias va invitar els dos germans per negociar i aconseguir una solució, però quan s'hi van presentar, van ser arrestats. Des de la seva cel·la, Petros va tractar de negociar un acord amb Kapodístrias; aquest s'hi va negar. Després, el germà de Petros i el seu fill Geórgios Mavromikhalis assassinar Kapodístrias el 9 d'octubre de 1831. Kapodístrias va ser succeït pel rei Otó I de Grècia, l'actitud del qual envers Mavromikhalis era molt més amigable. Petros es va convertir en vicepresident del Consell d'Estat, i més tard senador. També va ser un dels pocs grecs que se li va atorgar la Gran Creu de l'Orde del Redemptor. Va morir a Atenes el 17 de gener de 1848, i va ser enterrat amb grans honors.